# Jan Knap
Jan Knap (* 1949 in Chrudim, Okres Chrudim, Tschechoslowakei) ist ein tschechischer Maler.

## Leben
Nach der Niederschlagung des Prager Frühlings 1968 emigrierte Jan Knap 1969 in die Bundesrepublik Deutschland. Von 1970 bis 1972 studierte er an der Akademie der Künste in Düsseldorf bei Gerhard Richter. 1972 siedelte er in die USA (und ließ sich in New York) nieder. 1979 gründete er mit Peter Angermann und Milan Kunc die Gruppe Normal, von der er sich 1985 wieder trennte. 1982 bis 1984 besuchte er ein Priesterseminar in Rom. Seit 1992 lebt er in Planá im Okres Tachov.

## Werk
In seiner Jugend beschäftigte sich Knap mit dem Expressionismus und, beeinflusst durch Gemälde von Antonio Saura, mit imaginären Porträts. Während seines Studiums in Düsseldorf, wo der Purismus dominierte, malte er geometrische Bilder, erkannte aber schon nach Verlassen der Kunsthochschule, dass ihn diese Kunstform nicht interessierte.
Seit Anfang der 1980er Jahre widmet sich Knap hauptsächlich dem Sujet der Heiligen Familie, die er in heiter wirkenden Alltagsszenen zeigt. Zunächst waren seine Bilder sehr stilisiert und von harten Konturen geprägt, wie Karikaturen. Nach der Trennung von der Künstlergruppe „Normal“  änderte sich sein Stil allmählich, er begann, wirkliche Gegenstände aus dem Umraum darzustellen und setzte vermehrt Farben ein. Häufig verwendet bzw. verfremdet er Motive aus der Renaissance. Obwohl seine Arbeiten als gegenständlich gelten, strebt Knap nach eigenen Angaben eine Abstraktion in dem Sinne an, dass er keine bestimmten Stuhl oder individuelles Kind darstellt, sondern „den Stuhl“ oder „das Kind“ schlechthin.

## Ausstellungen (Auswahl)

### Gruppenausstellungen
- 1980 „Times Square Show“, New York und 11. Biennale de Paris
- 1981 Biennale Nizza und Sammlung Ludwig, Aachen
- 1984 Von hier aus – Zwei Monate neue deutsche Kunst in Düsseldorf
- 1989 Schirn Kunsthalle Frankfurt
- 1993 Galerie Kaess-Weiss Stuttgart und Kunsthalle Wien

### Einzelausstellungen
- 1991 Trento
- 1993 Mailand
- 1994 Stuttgart
- 1994 Galerie Caesar, Olomouc
- 1996 Karmeliterkloster Frankfurt und Centraal Museum Utrecht
- 2007 Galerie Caesar, Olomouc
- 2022 Museumsquartier Tirschenreuth[2]